# The Amazing Race Australia 2
The Amazing Race Australia 2 es la segunda temporada del reality show The Amazing Race Australia, muestra 11 equipos (de 2 integrantes cada uno, con una relación personal preexistente) en una carrera por el mundo para ganar 250.000 dólares. El anfitrión del programa es Grant Bowler.
1. REDIRECT Resultados

## Producción

### Filmación y Desarrollo
El 17 de julio de 2011, el canal Seven Network, anunció que el show tendría una segunda temporada.
La carrera atravesó cuatro continentes con 65,000 kilómetros incluyendo uno de los países que jamás había sido visitado por ningún otro The Amazing Race, estamos hablando del país Cuba que había prohibido a The Amazing Race Estados Unidos y Latinoamérica el ingreso a su país.
Dos nuevos giros han sido introducidos a esta temporada:
El salvavidas "The Salvage Pass", será el premio de la primera etapa de la carrera; permitirá al equipo elegir entre utilizarlo para su propio beneficio, dándoles 30 minutos de ventaja en la etapa 2 o utilizarlo en el beneficio de otro equipo, salvando al último equipo que llegue a la parada en la etapa 1.
La segunda sorpresa es en la etapa 4, donde los participantes votarán para poner el retorno a cualquiera de los equipos, el equipo con mayor número de votos tendrá el retorno automático (esta modalidad también estuvo presente en la segunda versión Israelí del programa); y el Retorno Anónimo, el cual no se mostrará el equipo que lo colocó (modalidad utilizada en Estados Unidos en las temporadas 14 y 16). Finalmente la utilización del Alto por primera vez en la versión Australiana.

### Casting
Los cástines fueron hasta el 19 de agosto de 2011. El 20 de abril de 2012, los equipos fueron anunciados a través del canal Seven Network. Entre los participantes tenemos a un par de gemelas, Primos indígenas australianos, policías, un par de estilistas hippies, etc. También eligieron al primer chico discapacitado en la historia de The Amazing Race Australia, Sticky quién nació sin la mano izquierda. Lucy & Emilia fueron originalmente elegidas para la temporada 1, sin embargo cancelaron debido a que su madre cayó enferma al último momento.

### Marketing
Sus patrocinadores siguen siendo Honda y Agua PUMP, sus nuevos patrocinadores en esta temporada son Zuji Australia, compañía hermana de Travelocity (el patrocinador oficial de The Amazing Race Estados Unidos), y Vitaminas Swisse.

## Resultados
Los siguientes equipos participaron en la carrera, con sus relaciones al momento de la filmación. Las posiciones están en la lista por orden de llegada:
| Equipo         | Relación              | Posición (por etapas) | Posición (por etapas) | Posición (por etapas) | Posición (por etapas) | Posición (por etapas) | Posición (por etapas) | Posición (por etapas) | Posición (por etapas) | Posición (por etapas) | Posición (por etapas) | Posición (por etapas) | Posición (por etapas) | Obstáculos realizados |
| Equipo         | Relación              | 1                     | 2                     | 3                     | 4 | 5                     | 6                     | 7                     | 8                     | 9                     | 10                    | 11                    | 12                    | Obstáculos realizados |
| -------------- | --------------------- | --------------------- | --------------------- | --------------------- | --- | --------------------- | --------------------- | --------------------- | --------------------- | --------------------- | --------------------- | --------------------- | --------------------- | --------------------- |
| Shane & Andrew | Policías              | 8.º                   | 7.º                   | 6.º                   | 5.º⊃ | 5.º⊃                  | 6.º^                  | 3.º                   | 2.º                   | 2.º                   | 1.º                   | 3.º                   | 1.º                   | Shane 5, Andrew 5     |
| Paul & Steve   | Compañeros de Trabajo | 10.º                  | 5.º                   | 5.º                   | 6.º⊂ | 1.º⊂                  | 1.º > x               | 1.º                   | 1.º                   | 1.ºƒ                  | 4.º                   | 2.º                   | 2.º                   | Paul 6, Steve 3       |
| Michelle & Jo  | Porristas/Gemelas     | 7.º                   | 2.º                   | 3.º                   | 4.º⊃ | 2.º                   | 2.º < x               | 2.º                   | 3.º                   | 3.º                   | 3.º                   | 1.º                   | 3.º                   | Michelle 5, Jo 5      |
| Joseph & Grace | Hermanos              | 6.º                   | 8.º                   | 7.º                   | 3.º⊃ | 4.º                   | 3.º+                  | 7.º                   | 6.º                   | 4.º                   | 2.º                   | 4.º                   |                       | Joseph 4, Grace 4     |
| Lucy & Emilia  | Hermanas              | 11.º                  | 10.º                  | 9.º                   | 8.º | 6.º                   | 5.º^                  | 5.º                   | 5.º                   | 5.º                   | 5.º                   |                       |                       | Lucy 3, Emilia 5      |
| James & Sarah  | Saliendo              | 3.º                   | 9.º                   | 8.º                   | 1.º | 7.º                   | 7.º-                  | 4.º                   | 4.º                   | 6.º                   |                       |                       |                       | James 3, Sarah 4      |
| Sticky & Sam   | Compañeros de piso    | 5.º                   | 1.º                   | 1.º                   | 2.º⊃ | 3.º                   | 4.º+                  | 6.º                   | 7.º                   |                       |                       |                       |                       | Sticky 3, Sam 2       |
| Ross & Tarryn  | Padre/Hija            | 1.º                   | 4.º                   | 2.º                   | 7.º⊃ | 8.º                   | 8.º-                  |                       |                       |                       |                       |                       |                       | Ross 3, Tarryn 1      |
| Kym & Donna    | Casados               | 2.º                   | 6.º                   | 4.º                   | 9.º⊃ Kym & Donna no pudieron encontrar el camino correcto de la carrera; horas después Grant tuvo que ir hasta el lugar en donde se encontraban y eliminarlos de la carrera.</ref> |                       |                       |                       |                       |                       |                       |                       |                       | Kym 1, Donna 1        |
| Sue & Teresa   | Peluqueras/Hippies    | 4.º                   | 3.º                   | 10.º                  | |                       |                       |                       |                       |                       |                       |                       |                       | Sue 2, Teresa 0       |
| Adam & Dane    | Primos                | 9.º                   | 11.º                  |                       | |                       |                       |                       |                       |                       |                       |                       |                       | Adam 0, Dane 0        |

- El lugar en rojo indica que el equipo ha sido eliminado.
- El lugar en verde indica el equipo que ganó el avance rápido.
- El número de la etapa en cursiva azul indica que los equipos fueron obligados a seguir compitiendo sin descanso. EL primer lugar recibe su respectivo premio y el último equipo no es eliminado
- Un subrayado azul indica que el equipo terminó último en una etapa no eliminatoria y fue "marcado para su eliminación", por lo que debía llegar primero en la próxima etapa o de lo contrario enfrentarían una penalidad de 30 minutos.
- El lugar en morado subrayado indica que el equipo usó el Exprés en esa etapa.
- Un corchete café ⊃ indica el equipo que decidió utilizar el "retorno"; el corchete contrario ⊂ indica el equipo que lo recibió.
- Un signo  >  indica el equipo que decidió utilizar el "alto"; el signo contrario  <  indica el equipo que lo recibió.
- Los equipos con los símbolos  x , +, ^ y -; son los que trabajaron juntos durante la intersección.

## Tabla de Retornos y Altos
|                | No hubo       | No hubo       | No hubo       | Mayor Votado Retorno     | Anónimo Retorno | Alto          | No hubo       | No hubo       |               |               |               |               |  |
| -------------- | ------------- | ------------- | ------------- | ------------------------ | --------------- | ------------- | ------------- | ------------- | ------------- | ------------- | ------------- | ------------- |  |
| Etapa:         | 1             | 2             | 3             | 4                        | 5               | 6             | 7             | 7             | 8             | 9             | 10            | 11            |  |
| Retorno/Alto:  | No hubo       | No hubo       | No hubo       | Paul & Steve (6/9 votos) | Paul & Steve    | Michelle & Jo | No hubo       | No hubo       |               |               |               |               |  |
| Votantes       | Equipo Votado | Equipo Votado | Equipo Votado | Equipo Votado            | Equipo Votado   | Equipo Votado | Equipo Votado | Equipo Votado | Equipo Votado | Equipo Votado | Equipo Votado | Equipo Votado |  |
| James & Sarah  | No hubo       | No hubo       | No hubo       | Lucy & Emilia            | No hubo         | No hubo       | No hubo       | No hubo       |               |               |               |               |  |
| Joseph & Grace | No hubo       | No hubo       | No hubo       | Paul & Steve             | No hubo         | No hubo       | No hubo       | No hubo       |               |               |               |               |  |
| Lucy & Emilia  | No hubo       | No hubo       | No hubo       | Shane & Andrew           | No hubo         | No hubo       | No hubo       | No hubo       |               |               |               |               |  |
| Michelle & Jo  | No hubo       | No hubo       | No hubo       | Paul & Steve             | No hubo         | No hubo       | No hubo       | No hubo       |               |               |               |               |  |
| Paul & Steve   | No hubo       | No hubo       | No hubo       | Sticky & Sam             | No hubo         | Michelle & Jo | No hubo       | No hubo       |               |               |               |               |  |
| Shane & Andrew | No hubo       | No hubo       | No hubo       | Paul & Steve             | Paul & Steve    | No hubo       | No hubo       | No hubo       |               |               |               |               |  |
| Sticky & Sam   | No hubo       | No hubo       | No hubo       | Paul & Steve             | No hubo         | No hubo       | No hubo       | No hubo       |               |               |               |               |  |
| Ross & Tarryn  | No hubo       | No hubo       | No hubo       | Paul & Steve             | No hubo         | No hubo       |               |               |               |               |               |               |  |
| Kym & Donna    | No hubo       | No hubo       | No hubo       | Paul & Steve             |                 |               |               |               |               |               |               |               |  |
| Sue & Teresa   | No hubo       | No hubo       | No hubo       |                          |                 |               |               |               |               |               |               |               |  |
| Adam & Dane    | No hubo       | No hubo       |               |                          |                 |               |               |               |               |               |               |               |  |

## Premios
Al final de cada etapa se le da un premio al equipo que ocupe el primer lugar:
- Etapa 1  - Ross & Tarryn: US $ 10,000 de Vitaminas Swiss y el Pase Salvavidas.
- Etapa 2  - Sticky & Sam: Un viaje para dos al Campeonato del Mundo de Motociclismo, con passes VIP para el backstage de Hondacon un valor de US $ 10,000.
- Etapa 3  - Sticky & Sam: Un paquete de arte del entretenimiento en casa entregado por Bing Lee, con un valor de US $ 5,000.
- Etapa 4  - James & Sarah: Un viaje para dos a Queenstown, Nueva Zelanda cortesía de PUMP, con un valor de US $ 10,000.
- Etapa 5  - Paul & Steve: Un viaje para dos a las carreras de autos australianos de Honda con un valor de US $ 10,000.
- Etapa 6  - Paul & Steve: Un paquete de computadora de Bing Lee con valor de US $ 5,000.
- Etapa 7  - Paul & Steve: Un viaje para dos a Nueva Zelanda, con un valor de US $ 10,000.
- Etapa 11 - El gran premio de US $250.000.

## Resumen de la Carrera

### Etapa 1 (Australia → Filipinas)

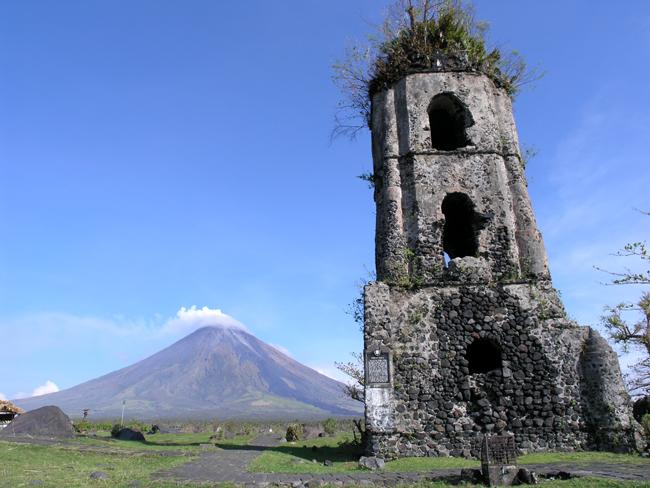
Las ruinas Cagsawa fueron visitadas en esta etapa de la carrera.

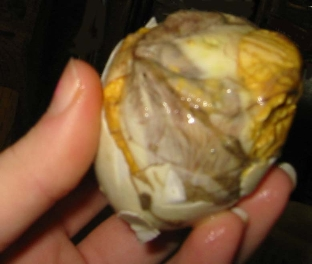
Los huevos Balut, comida considerada toda una delicia en Filipinas por su alto contenido proteico, los equipos debían comer 8 de estos huevos para obtener su pista.

- Sídney, Nueva Gales del Sur Australia  (Real Jardín Botánico de Sídney) (Punto de partida)
- Barangaroo (Muelle de Barangaroo)
- Sídney (Aeropuerto Internacional Kingsford Smith) a Manila, Filipinas  (Aeropuerto Internacional Ninoy Aquino)
- Quiapo, Manila (Plaza Miranda)
- Manila (Terminal de Bus Bicol Isarog TSI) a Daraga, Albay (Ruinas Cagsawa)
- Bacacay (Bahía Misibis - Playa Luyang)
- Bacacay (Bahía Misibis - Playa Mosboron)

Desvío Bailar o Cerdo.
"En Bailar": Los equipos deben de realizar un baile tradicional del Festival Ibalong, y presentar su número antes los jurados, quienes decidirán si los aprueban o no; una vez contada su aprobación, recibirán la siguiente pista.
"Cerdo": Los equipos estarán involucrados en un juego de fiesta llamado Atrapa al cerdo engrasado, cada miembro debe de bañarse en aceite y luego entrar a un establo, cada uno debe capturar un número de 2 cerdos cada uno y luego transportarlos hacia otra cerca, luego de haber puesto a los 4 cerdos en la cerca, recibirían su próxima pista.
Tareas Adicionales
- En la línea de partida, los equipos tenían que elegir uno de los carro Honda marcados y resolver un laberinto de carros para poder desplazarse hacia su siguiente destino.
- En el mercado de la plaza Miranda, los equipos tenían que comer 8 huevos Balut, para poder recibir su siguiente pista.
- En el terminal de Bus en Manila, los equipos tenían que registrarse en uno de los tres horarios de buses para su siguiente destino. Los primeros tres irían en el primer bus, luego los otro cuatro y el resto en el último bus.
- En las ruinas Cagsawa, los equipos tenían que busca al hipnotizador de serpientes quién les daría la siguiente pista.
- En la playa Luyang, los equipos tenían que construir sus propios botes con los materiales proporcionados, remar hasta la playa Mosboron para así lograr checkearse.

Ganadores de la etapa: Ross & Tarryn.
Salvadas: Lucy & Emilia (Con el Salvavidas).

### Etapa 2 (Filipinas → India)

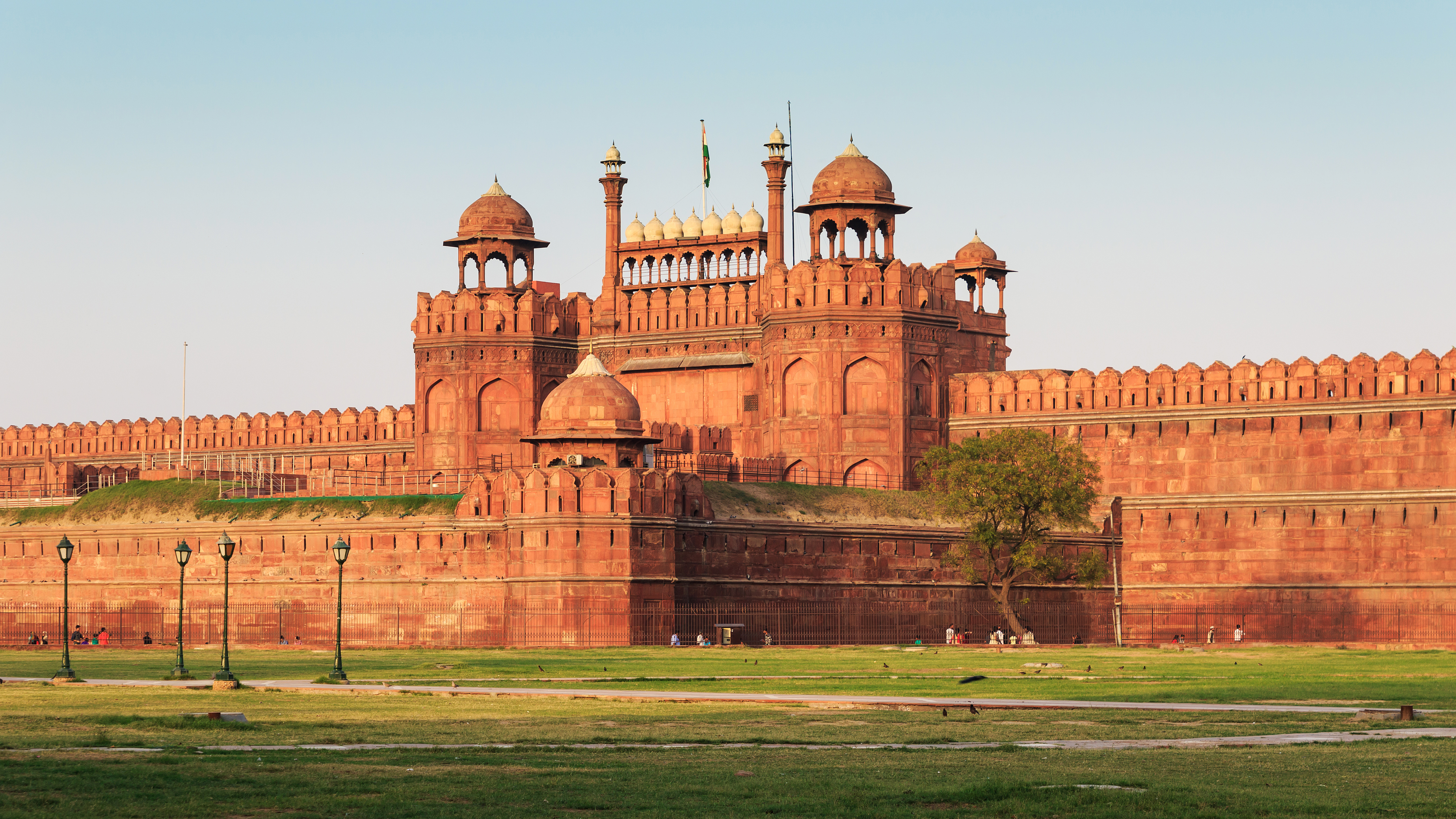
La fortaleza vieja de Delhi.

- Manila (Aeropuerto Internacional Ninoy Aquino) a Delhi, India  (Aeropuerto Internacional Indira Gandhi)
- Delhi (Agrasen ki Baoli)
- Delhi (Diario de Jabbar y Laallu)
- Delhi (Fortaleza Vieja)
- Delhi (Qutb Minar)

Desvío Ordeñar o Excremento.

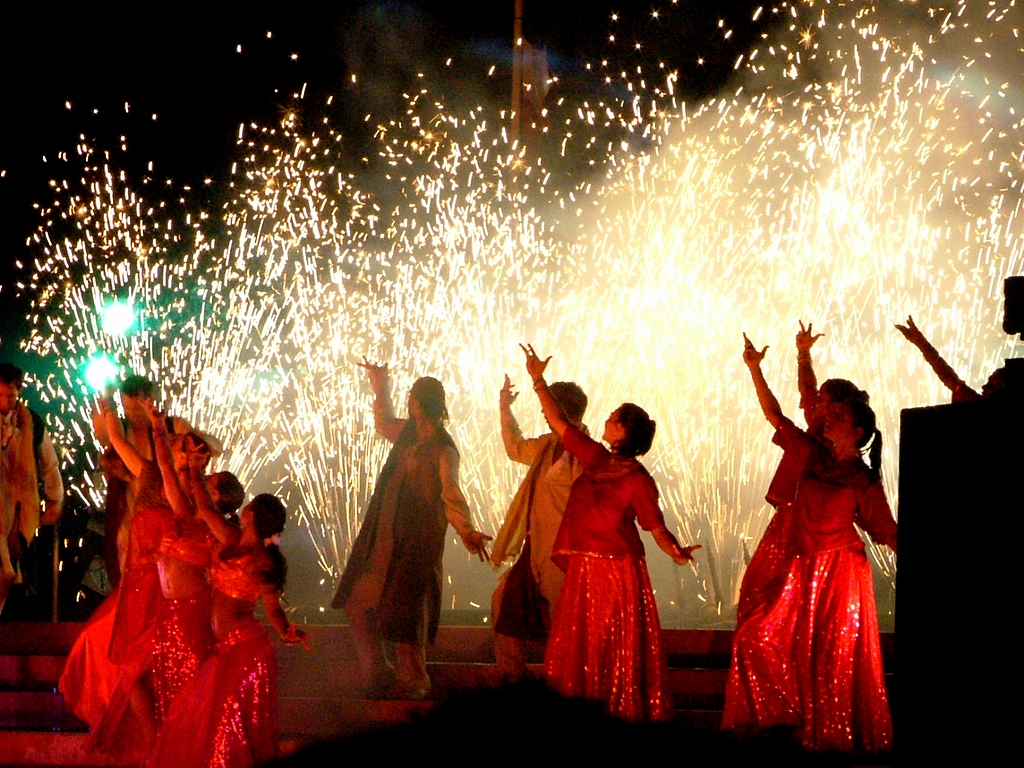
Bailarines de Bollywood.

Ambos requieren que los equipos viajen hasta Jabbar y Laallu.
"Ordeñar": Los equipos tienen que tomar turnos para ordeñar una vaca hasta obtener medio litro de leche, la cual pueden intercambiar por su siguiente pista.
"Excremento": Los equipos tienen que hacer 50 ladrillos de excremento de vaca y colocarlos en la pared, una vez realizado, se les entrega la siguiente pista.
Tareas Adicionales
- En el Agrasen ki Baoli los equipos tienen que desenvolver y buscar en los turbantes, la palabra "CORRECTA" si no lo logran, deben volver a envolver el turbante y seguir buscando, si lo logran lo cambian por su siguiente pista.
- Después del desvío, los equipos visitaron la fortaleza antigua de Delhi, donde tuvieron que aprender y presentar un baile de Bollywood y un libreto hindú. Si logran completar el baile y el director está satisfecho con el libreto dado, recibirán su siguiente pista.

Ganadores de la etapa: Sticky & Sam.
Elinados: Adam & Dane.

### Etapa 3 (India)

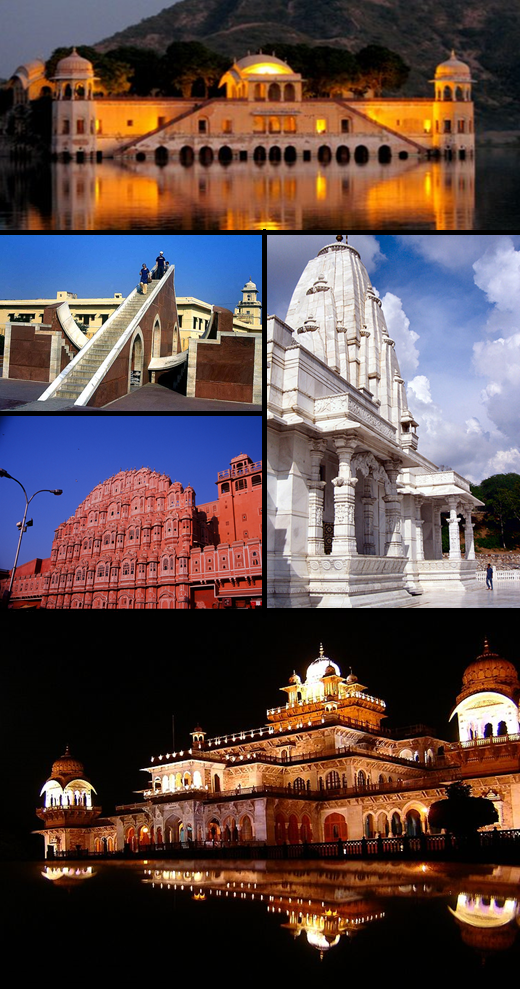
La ciudad Rosa - Jaipur.

- Delhi a La ciudad rosa en Rajastán.
- Jaipur (Templo del elefante rojo)  (Sin emisión).
- Jaipur (Escuela de manejo Bhurat)
- Jaipur (Mercado Jaipur)
- Jaipur (Panna Meena ka Kund)
- Jaipur (Fortaleza Nahagath - Palacio Madhavendra)

Obstáculo 1: En el primer obstáculo, los equipos tenían que dirigirse a la escuela de manejo Bhurat, donde uno de los miembros del equipo debía asistir a una clase de manejo, antes de dirigirse ellos mismos por las peligrosas y transitadas calles de Jaipur, hasta llegar al mercado, una vez ahí se les entregará la siguiente pista.
Obstáculo 2: Los equipos debían dirigirse a Panna Meena ka Kund, cerca de la fortaleza Amber, donde un miembro del equipo tenía que subir y bajar escaleras con una combinación exacta de 41 escalones arriba y 10 abajo; si es que llegaba hasta el gurú con esa combinación, recibirían la siguiente pista.
Tareas Adicionales
- En el templo del elefante rojo, los equipos tenían que hacer una reverencia en una ceremonia para recibir su siguiente pista.
- En el mercado Jaipur, los equipos tenían que llevar en una carreta 75 recipientes y transportarlos hasta el final del mercado, si quebraban más de 15 recipientes durante su viaje, recibirán una penalidad de 15 minutos.

Ganadores de la etapa: Sticky & Sam.
Eliminadas: Sue & Teresa.